# تی پاپاپا
تی پاپاپا (به لاتین: Te Papapa) یک حومه شهر در نیوزیلند است که در Auckland Region واقع شده‌است.